# Kristova komunita

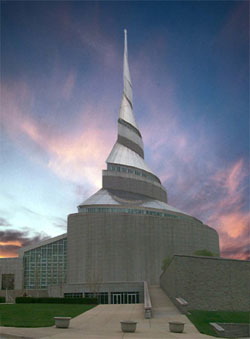
Chrám Kristovy komunity v Independence, Missouri

Kristova komunita (anglicky Community of Christ), nazývaná dříve RLDS (Reorganised Church of Latter-Day Saints), je mezinárodní církev odštěpená od Církve Ježíše Krista Svatých posledních dnů, kterou na základě Božího nařízení založil Joseph Smith. V průběhu 20. století se stala silným zastáncem progresivních kroků, jako například svěcení žen, demokratické fungování nebo LGBT svatby. Pořádá každé 3 roky celosvětové setkání, nazvané Světová konference, kde se zástupci všech sborů na světě radí o budoucím postupu a spolu s vedoucími proroky přijímají nová zjevení, usnesení či rezoluce. V České republice existuje od roku 2017. Počet členů této církve se odhaduje na 250 000.

## Trvající principy
Trvající principy jsou teologické základy, na nichž Kristova komunita stojí. Vytyčují hlavní body a cíle.

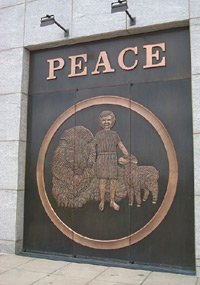

- Kořeny - Bůh, Kristus a Duch Svatý
- Milost a štědrost
- Posvátnost Stvoření (přírody)
- Pokračující zjevení
- Hodnota všech bytostí
- Všichni jsou povoláni
- Zodpovědné volby
- Šíření míru (Shalomu)
- Jednota v rozličnosti
- Požehnání komunity

## Rezoluce Světové konference
Světová konference je nejvyšším zákonodárným orgánem Kristovy komunity. Koná se každé 3 roky (naposledy v roce 2016) a je složena z členů, zájemců a "přátel" Kristovy Komunity (spříznění lidé jiných vyznání). Během několikadenního setkání se po diskuzních kruzích hlasuje o rezolucích, které tvoří aktuální pravidla Kristovy komunity. Rezoluce by měly být v souladu s Trvajícími principy.

## Články víry české komunity

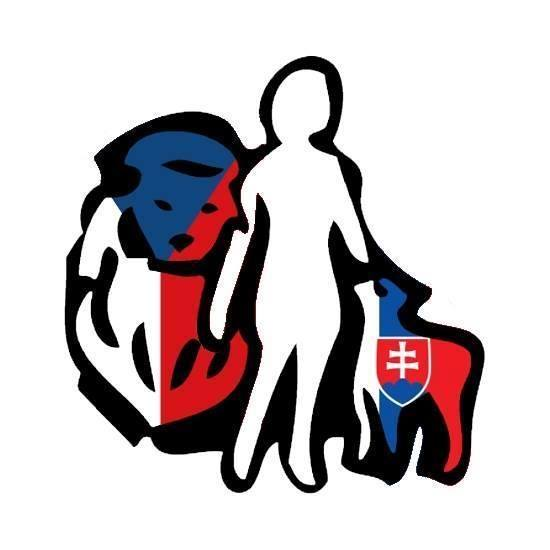
Znak Kristovy komunity v ČR a na Slovensku

Česká odnož Kristovy komunity vydala 5 základních článků víry, které definují základní poselství této církve:[zdroj?]
- Odkaz Josepha Smithe ("Kristova komunita klade důraz na proroka Josepha Smithe Jr. a jeho učení, hlavně na zjevení, která sepsal v průběhu svého života ve formě Nauky a smluv. Čerpá inspiraci z Knihy Mormonovy a Bible")
- Svoboda přesvědčení a svědomí ("Kristova komunita vede své členy k toleranci k vlastnímu přesvědčení a k vlastní pravdě. Toleruje cizí názory a plně je respektuje. V případě diskuze se snaží obohatit sebe i druhé")
- Kritický rozum ("Kristova komunita věří, že Bůh dal všem lidem svobodou vůli, a proto svoje členy nenutí přijímat dogmata, která jsou proti jejich vlastnímu svědomí nebo přesvědčení. Povzbuzuje své členy hledat Pravdu ze všech směrů, ať jde o filosofii, náboženství či umění a skrze ni hledat jedinou Cestu k Bohu")
- Pomoc druhým a soucit ("Kristova komunita se cítí plně součástí křesťanstva, a proto vyzývá k pomáhání druhým. Snaží se své členy povzbuzovat v osobním rozvoji, tvůrčím jednání a plném uvědomění si zodpovědnosti za svůj život. Své členy vede k lásce, kterou projevují soucitem, pocitem rovnosti a respektem ke každému živému tvoru, ať je to člověk, zvíře či rostlina")
- Demokratické hodnoty a rozhodování ("Kristova komunita odmítá jakýkoliv extrémismus, ať už jde o fanatické jednání či jakoukoliv extrémistickou ideologii. Věří v demokratické hodnoty a demokratický způsob vedení církve")

## Historie RLDS

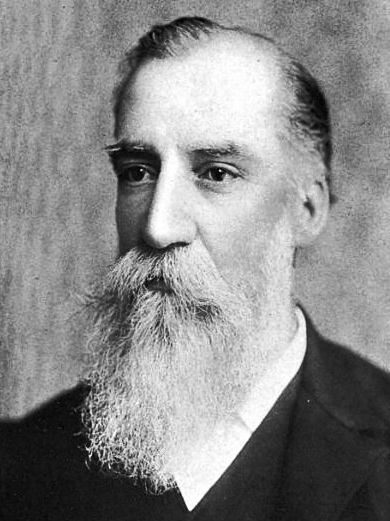
Joseph Smith III.

V původní podobě se církev jmenovala Reorganizovaná Církev Ježíše Krista Svatých Posledních dnů, zkráceně RLDS (Reorganised Latter-day Saints). Byla reorganizována Josephem Smithem III. 6. dubna 1860, přesně 30 let po znovuzřízení původní církve jeho otcem Josephem Smithem. 6. dubna 1830. Stojí v mnoha věcech v ostrém protikladu k mainstreamové mormonské církvi – CJKSPD.
RLDS byla pro rané i pozdější mormony výrazná tím, že již od počátku udělovala kněžství osobám černošského původu, zatímco Církev Ježíše Krista Svatých Posledních dnů tuto možnost zavedla až v roce 1978. RLDS také již v roce 1984 uznala právo žen ke kněžství, má několik apoštolek a oddala několik homosexuálních párů.

## Historie Kristovy komunity
RLDS prošla ve 20. století mnoha změnami a v roce 2001 přijala nové jméno Kristova komunita. Vedoucími církve již nejsou pokrevní potomci Josepha Smithe. V roce 2008 zmocnila Světová konference proroka Veazeyho, aby ustanovil zásady o vztahu komunity a historie:
- Obranný přístup, snažící se prezentovat církevní historii v co nejlepším možném světle, už není pro budoucí vývoj dostačující
- Pokračující zkoumání vlastní historie je součástí naší identity
- Historie nás informuje, ale nediktuje nám zásady víry nebo pravidla
- Komunita podporuje upřímné historické zkoumání, včetně pochybování
- Spatřovat víru i selhání lidských hrdinů činí naši historii více uvěřitelnou, ne méně
- Upřímné studium vyžaduje pro církev proces učení, pokání a transformace
- Komunita má dlouhodobý postoj, při němž nevybírá žádnou “oficiální” verzi historie

## Nauka a smlouvy
Spolu s Biblí a Knihou Mormonovou používá Kristova komunita také Nauku a Smlouvu, která není dávným dokumentem, ale je novodobého původu. Kdykoliv se při Světové konferenci běžní členové dohodnou na novém kroku, přijímá se zjevení nebo deklarace a dojde k pokroku ve směřování Kristovy komunity.
V kratší verzi CJKSPD obsahuje kromě více než 130 zjevení Josepha Smithe také 1 zjevení Brighama Younga, 1 zjevení Johna Taylora, 1. oficiální deklaraci WIlforda Woodruffa, 1 zjevení Josepha F. Smithe a 2. oficiální deklaraci Spencera W. Kimballa.
Verze Kristovy komunity obsahuje 17 oddílů od syna Josepha Smithe, Josepha Smithe III. Dále 7 oddílů od jeho syna, Fredericka M. Smithe a následně ještě 15 dalších zjevení od jeho bratrů, Israela A. Smithe a W. Wallace Smithe. Kniha obsahuje také 12 dalších zjevení jejich pokračovatelů.

## Současní apoštolové Kristovy komunity
Kristova komunita ponechala Kvoru 12 apoštolů stejné role, jaké mělo během života mormonského proroka Josepha Smithe. Staralo se o šíření evangelia světu, tj. misionářské šíření "radostné zvěsti".
Za dnů Josepha Smithe byli apoštolové vždy vedoucími misií a byli často na dlouhou dobu mimo Ameriku – Oddíly Nauky a Smluv 114 a 118 mluví například o vyslání apoštolů do Británie. Tito a další apoštolové nejezdili do Evropy nebo jiných částí světa na několik dní, během nichž by spali v hotelu, nýbrž odjeli do cizí země, aby tam na 2 roky žili. Církev Ježíše Krista Svatých Posledních dnů tento prvek zachovala u misijních prezidentů a sedmdesátníků, avšak u samotného Kvora 12 apoštolů nikoliv. Důvod může spočívat ve změnách, které provedl Smithův nástupce Brigham Young.
Každý z 12 apoštolů Kristovy komunity má tedy na starost určitou oblast světa, s níž je spjat. Kupříkladu apoštolem pro tichomořské ostrovy je apoštolka Mareva Arnaud Tchong, žena, pocházející z Tahiti. Africkou misii vede Bunda Chibwe, muž, pocházející ze Zambie. Kvorum Kristovy komunity je oproti Církvi Ježíše Krista Svatých Posledních dnů mnohem rozmanitější z hlediska národnosti, barvy kůže i pohlaví týče.[zdroj?]